# Norvège au Concours Eurovision de la chanson 2011
La Norvège a participé au Concours Eurovision de la chanson 2011 à Düsseldorf et a sélectionné son candidat grâce à une sélection nationale Melodi Grand Prix 2011, organisé par le diffuseur norvégien NRK.

## Melodi Grand Prix 2011

### Calendrier
| Date       | Ville     | Lieu                             | Manche         |
| ---------- | --------- | -------------------------------- | -------------- |
| 15 janvier | Ørland    | Hangar E, Ørland Hovedflystasjon | Demi-finale 1  |
| 22 janvier | Florø     | Florø Idrettssenter              | Demi-finale 2  |
| 29 janvier | Skien     | Fritidspark                      | Demi-finale 3  |
| 5 février  | Sarpsborg | Sparta Amfi                      | Seconde Chance |
| 12 février | Oslo      | Oslo Spektrum                    | Finale         |

### Demi-finale 1
| # | Artiste         | Chanson                               | Auteur (a)/ Compositeur (c)                                                                | Résultat      | Place |
| - | --------------- | ------------------------------------- | ------------------------------------------------------------------------------------------ | ------------- | ----- |
| 1 | Carina Dahl     | "Guns & boys"                         | Carina Dahl (a & c), Nanna Martorell (a & c), Hanne Sørvaag (a & c)                        | Éliminé       |       |
| 2 | Use me          | "Daisy"                               | Jim André Bergsted (a & c)                                                                 | Siste Sjansen | 4e    |
| 3 | Helene Bøksle   | "Vardlokk"                            | Helene Bøksle (c), Sindre Hotvedt (c), Knut Avenstroup Haugen (c), Cecilie Larsen (a)      | Finale        | 2e    |
| 4 | Sie Gubba       | "Alt du vil ha"                       | Magne Almås (a & c), Petter Øien (a & c)                                                   | Siste Sjansen | 3e    |
| 5 | Gatas Parlament | "Jobbe litt mindre og tjene litt mer" | Jester (Alex Molkom) (c), Aslak Borgersrud (a), Elling Borgersrud (a), Martin Raknerud (a) | Wildcard      | 5e    |
| 6 | Sichelle        | "Trenger mer"                         | Christine Dancke (a & c)                                                                   | Éliminé       |       |
| 7 | Åste & Rikke    | "Not That Easy (Ah-Åh-Ah-Åh)"         | Rikke Normann (a & c)                                                                      | Finale        | 1er   |

### Demi-finale 2
| # | Artiste           | Chanson                       | Auteur (a) / Compositeur (c)                                 | Résultat      | Place |
| 1 | Pernille & Marius | "I’ll be yours"               | Ovi (a & c), Johanna Demker (a & c), Björn Djupström (a & c) | Wildcard      | 5e    |
| 2 | Babel Fish        | "You can depend on me"        | Halvor Holter (a & c), Tarjei Van Ravens (a & c)             | Finale        | 1er   |
| 3 | Marika Lejon      | "Hungry for you (Gipsydance)" | Marika Lejon (a & c)                                         | Éliminé       |       |
| 4 | Isabella Leroy    | "Sand"                        | Isabella Leroy (a & c)                                       | Éliminé       |       |
| 5 | Endre             | "Oh, oh (Puppy love)"         | Samsaya (a & c), Jarl Aanestad (a & c)                       | Siste Sjansen | 3e    |
| 6 | Hanne Sørvaag     | "You’re like a melody"        | Hanne Sørvaag (a & c), Martin Hansen (a & c)                 | Finale        | 2e    |
| 7 | Mimi Blix         | "Allergic"                    | Merethe La Verdi (a & c), Kjetil Schei (a & c)               | Siste Sjansen | 4e    |

### Demi-finale 3
| # | Artiste           | Chanson              | Auteur (a) / Compositeur (c)                                                                                               | Résultat       | Place |
| - | ----------------- | -------------------- | --- | -------------- | ----- |
| 1 | Susperia          | "Nothing remains"    | Terje Andersen (c), Christian Hagen (c), Kenneth Åkesson (c), Håkon Didriksen (c), Øyvind Mustaparta (c), Pål Mathisen (a) | Sisten Sjansen | 4e    |
| 2 | Noora Noor        | "Gone with the wind" | Simone Larsen (a & c), Moh Denebi (a & c), Jennifer Brown (a & c), Bjørn Djupström (a & c)                                 | Éliminé        |       |
| 3 | Girl Happy        | "SOS"                | Tor Einar Krogtoft-Jensen (a & c), Christoffer Bergersen (a & c)                                                           | Éliminé        |       |
| 4 | Grethe Svensen    | "Like dreamers do"   | Grethe Svensen (c), Tommy Berre (c), Simon Walker (a)                                                                      | Éliminé        |       |
| 5 | The BlackSheeps   | "Dance tonight"      | Agnete Johnsen (a & c), Emelie Nilsen (a & c)                                                                              | Finale         | 2e    |
| 6 | Stella Mwangi     | "Haba haba"          | Beyond51 (c), Big City (c), Stella Mwangi (a)                                                                              | Finale         | 1e    |
| 7 | The Lucky Bullets | "Fire below"         | Knud Kleppe (a & c) | Siste Sjansen  | 3e    |

### Siste Sjansen
|  | Manche 1                                                | Manche 1                         |                                  |           | Manche 2 | Manche 2 |  |  | Qualifiés |  |
|  |                                                         |                                  |                                  |           |          |          |  |  |           |  |
|  |                                                         |                                  |                                  |           |          |          |  |  |           |  |
|  |                                                         |                                  |                                  |           |          |          |  |  |           |  |
|  | Use Me - "Daisy"                                        | Vainqueur                        |                                  |           |          |          |  |  |           |  |
|  | Use Me - "Daisy"                                        | Vainqueur                        |                                  |           |          |          |  |  |           |  |
|  | Pernille & Marius - "I'll Be Yours"                     | Éliminé                          |                                  |           |          |          |  |  |           |  |
|  | Pernille & Marius - "I'll Be Yours"                     | Éliminé                          | Use Me - "Daisy"                 | Éliminé   |          |          |  |  |           |  |
|  |                                                         |                                  | Use Me - "Daisy"                 | Éliminé   |          |          |  |  |           |  |
|  |                                                         | Sie Gubba - "Alt du vil ha"      | Vainqueur                        |           |          |          |  |  |           |  |
|  | Sie Gubba - "Alt du vil ha"                             | Sie Gubba - "Alt du vil ha"      | Vainqueur                        | Vainqueur |          |          |  |  |           |  |
|  | Sie Gubba - "Alt du vil ha"                             |                                  |                                  | Vainqueur |          |          |  |  |           |  |
|  | Mimi Blix - "Allergic"                                  | Éliminé                          |                                  |           |          |          |  |  |           |  |
|  | Mimi Blix - "Allergic"                                  | Éliminé                          | Sie Gubba - "Alt du vil ha"      |           |          |          |  |  |           |  |
|  |                                                         |                                  |                                  |           |          |          |  |  |           |  |
|  |                                                         | The Lucky Bullets - "Fire Below" |                                  |           |          |          |  |  |           |  |
|  | Gatas Parlament - "Jobbe litt mindre og tjene litt mer" | Éliminé                          |                                  |           |          |          |  |  |           |  |
|  | Gatas Parlament - "Jobbe litt mindre og tjene litt mer" | Éliminé                          |                                  |           |          |          |  |  |           |  |
|  | The Lucky Bullets - "Fire Below"                        | Vainqueur                        |                                  |           |          |          |  |  |           |  |
|  | The Lucky Bullets - "Fire Below"                        | Vainqueur                        | The Lucky Bullets - "Fire Below" | Vainqueur |          |          |  |  |           |  |
|  |                                                         |                                  | The Lucky Bullets - "Fire Below" | Vainqueur |          |          |  |  |           |  |
|  |                                                         | Susperia - "Nothing Remains"     | Éliminé                          |           |          |          |  |  |           |  |
|  | Endre - "Oh, Oh (Puppy Love)"                           | Susperia - "Nothing Remains"     | Éliminé                          | Éliminé   |          |          |  |  |           |  |
|  | Endre - "Oh, Oh (Puppy Love)"                           |                                  |                                  | Éliminé   |          |          |  |  |           |  |
|  | Susperia - "Nothing Remains"                            | Vainqueur                        |                                  |           |          |          |  |  |           |  |
|  | Susperia - "Nothing Remains"                            | Vainqueur                        |                                  |           |          |          |  |  |           |  |

### Finale
| # | Artiste           | Chanson                       | Auteur (a) / Compositeur (c)                                                          | Resultats |
| - | ----------------- | ----------------------------- | ------------------------------------------------------------------------------------- | --------- |
| 1 | Helene Bøksle     | "Vardlokk"                    | Helene Bøksle (c), Sindre Hotvedt (c), Knut Avenstroup Haugen (c), Cecilie Larsen (a) |           |
| 7 | Åste & Rikke      | "Not That Easy (Ah-Åh-Ah-Åh)" | Rikke Normann (c & a)                                                                 |           |
|   | Babel Fish        | "Depend on Me"                | Halvor Holter (c & a), Tarjei Van Ravens (c & a)                                      |           |
| 8 | Hanne Sørvaag     | "You're Like a Melody"        | Hanne Sørvaag (c & a), Martin Hansen (c & a)                                          |           |
|   | The BlackSheeps   | "Dance Tonight"               | Agnete Johnsen (c & a), Emelie Nilsen (c & a)                                         |           |
| 6 | Stella Mwangi     | "Haba Haba"                   | Beyond51 (c), Big City (c), Stella Mwangi (a)                                         |           |
| 2 | Sie Gubba         | "Alt du vil ha"               | Magne Almås (c & a), Petter Øien (c & a)                                              |           |
|   | The Lucky Bullets | "Fire Below"                  | Knud Kleppe (c & a)                                                                   |           |

## À l'Eurovision
La Norvège participera dans la première demi-finale du Concours, le 10 mai 2011.
À la grande surprise du public, Stella Mwangi est éliminée.